# 卡尼島
卡尼島（英語：Carney Island）是南極洲的島嶼，位於錫普爾島與萊特島之間的瑪麗伯德地對開海域，座標位置73°57′S 121°0′W / 73.950°S 121.000°W，島嶼長110公里，面積8,500平方公里，整個島嶼的土地被冰雪覆蓋。